# The Movie Album
The Movie Album è un album in studio della cantante statunitense Barbra Streisand, pubblicato nel 2003. È composto di 12 brani provenienti da colonne sonore cinematografiche.

## Tracce
1. Smile – 4:16
2. Moon River – 3:41
3. I'm in the Mood for Love – 4:01
4. Wild Is the Wind – 4:12
5. Emily – 3:45
6. More in Love with You – 4:41
7. How Do You Keep the Music Playing? – 5:08
8. But Beautiful – 5:34
9. Calling You – 4:57
10. The Second Time Around – 4:33
11. Goodbye for Now – 2:48
12. You're Gonna Hear from Me – 4:06